# Миклош I Гараи
Миклош (Николас) I Гараи (венг. Garai I Miklós, хорв. Nikola I Gorjanski; ок. 1325 — 25 июля 1386) — влиятельный венгерский государственный деятель при короле Людовике I и королеве Марии Венгерской, бан Мачвы (1359—1375), палатин Венгрии (1375—1385). Он также был ишпаном или главой ряда комитатов (графств) в течение своей жизни.

## Ранняя жизнь
Сын Андрея (Андраша) Гараи и его жены (неизвестная дочь Ладислава Невнаи). Миклош Гараи родился около 1325 года. Его дядя, Пал Гараи, бан Мачвы (1320—1328), был ведущим бароном при королях Венгрии Карле I и Людовике I. Карьера Миклоша в политике началась при Людовике I, который назначил его управлять банатом Мачва в 1359 году. Как бан Мачвы, Миклош также стал главой комитатов Бач, Баранья, Срема, Валко и Веспрема.

## Влиятельный барон
В 1369 году Миклош Гараи организовал карательную военную экспедицию против господаря Валахии Владислава I, который поднял восстание против короля Венгрии Людовика I Великого и разгромил королевскую армию во главе с Миклошем Ласкфи, воеводой Трансильвании. Историк XVII века Мавро Орбин рассказывает, что Митклош Гараи поддерживал господаря Сербии Лазаря Хребеляновича и правителя Боснии Твртко I против их противника Николы Алтомановича. Примерно в то же время он устроил брак между своим сыном Миклошем и дочерью Лазаря Хребеляновича. Миклош Гараи участвовал в первой венгерской экспедиции против турок-османов в 1375 году.
При поддержке жены Людовика I Великого, Елизаветы Боснийской, Миклош Гараи был назначен палатином Венгрии в 1376 году. В то же время, он также стал ишпаном графств Пожонь, Чанад, Кеве, Крассо и Темес. Он приобретал все больше и больше должностей для своих союзников и успешно оттеснял тех, кто сопротивлялся его растущему влиянию . Например, Стефан Лакфи, некогда могущественный воевода Трансильвании, был лишен должности королем во время своего паломничества в Святую Землю. С другой стороны, один из союзников Гараи, Дмитрий (? — 1387) был в 1378 году назначен архиепископом Эстергома и кардиналом хотя, скорее всего, он родился в крестьянской семье.
Король Венгрии Людовик I Великий скончался 11 сентября 1382 года. Его вторая дочь Мария (1371—1395) наследовала ему на венгерском королевском троне. Рядом с одиннадцатилетней королевой, ее матерью, Елизавета выступала в качестве регента, но на самом деле Венгерским Королевством управляли Палатин Миклош Гараи и кардинал Дмитрий. Воспользовавшись своим выдающимся положением при королевском дворе, Миклош Гараи организовал заключение в тюрьму своего последнего могущественного противника, губернатора Галиции Петра Кудара, обвинив его в предательстве.
Правление женщины-монарха оставалось непопулярным в королевстве, что привело к появлению по меньшей мере трех совпадающих партий внутри дворянства. Одна партия, возглавляемая Иоанном из Палисны, госпитальером — приором Враны, открыто выступила против королевы и предложила венгерскую корону неаполитанскому королю Карлу III Дураццо, последнему члену королевского дома мужского пола. Вторая группа, возглавляемая королевским судьей Миклошем Сечи и кланом Лакфи, поддерживала Сигизмунда Люксембургского, маркграфа Бранденбургского, который был помолвлен с молодой королевой Марией . Третья сторона была сформирована вдовствующей королевой и Миклошем Гараи, который планировал выдать королеву Марию замуж за герцога Людовика Орлеанского, члена французской королевской семьи.
В соответствии с планами вдовствующей королевы, о помолвке молодой королевы и французского герцога было объявлено в начале 1384 года. В ответ на это Миклош Сечи и его сторонники решили отказаться от своей верности регентше в августе 1384 года . Сигизмунд Люксембургский уехал в Богемию, но вернулся, когда армия, набранная его братом королем Вацлавом IV Богемским, вторглась в северные части Венгерского королевства в следующем году. Тем временем Пал Хорват, епископ загребский (бывший сторонник Гараи), пригласил Карла III Неаполитанского в Венгрию. Последний высадился в Далмации в сентябре 1385 года . Его приезд вынудил королеву Елизавету отказаться от мысли выдать свою дочь замуж за Людовика Орлеанского. Соответственно, она уволила Миклоша Гараи и назначил новым палатином Венгрии его противника Миклоша Сечи.
Сигизмунд Люксембургский женился на королеве Марии в октябре. Однако Карл III Неаполитанский продолжал свое вторжение, и его сторонники созвали сейм (собрание знати), чтобы избрать его королем. Его противники вскоре поняли, что он пользуется все большей популярностью среди знати. Сигизмунд Люксембургский покинул Венгрию, а королева Мария отреклась от короны. Карл Неаполитанский был коронован королем Венгрии 31 декабря 1385 года.
Миклош I Гараи наиболее известен тем, что мужественно защищал свою двоюродную сестру, венгерскую королеву Марию, и её мать, Елизавету Боснийскую, от братьев, Иоанна и Пала Хорватов, которые были посланы, чтобы похитить их. Окружив королевскую карету, сильно превосходивший ее числом королевский эскорт был подавлен, Миклош Гараи долго отбивался от них. Со стрелами, торчащими из его груди, отламывая их, чтобы не мешать ему, спешившись на своем коне, доблестный Миклош наносил сабельные удары нападающим, защищая королев, сражаясь рядом с королевской каретой. Вражеские воины подошли сзади, заползли под другой борт кареты и, схватив его за ноги, повалили на землю. Он был обезглавлен в ходе этого боя 25 июля 1386 года. Враги не проявил милосердия, когда они вытащили королев из их кареты.

## Семья
У Миклоша Гараи было четверо детей:
- Миклош Гараи (ок. 1367—1433), палатин Венгрии (1402—1433), шурин Сигизмунда, императора Священной Римской Империи[11]
- Янош Гараи (ок. 1371—1428), ишпана комитата Темеш[англ.] (1402—1417) и Пожега (1411—1417), бан Усоры, женатый на Ядвиге Плоцкой. Отец Доротеи Боснийской, супруги короля Боснии Твртко II.
- Елена Гараи (уп. в 1424—1439), жена Миклоша II Сечи де Фельзелендва, мать Денеша Сечи
- Доротея Гараи (? — 21 апреля 1425), жена графа Миклоша Франкопана (ок. 1360—1432), бана Далмации и Хорватии[12]
- Елизавета Гараи (? — ?), жена Симона Сечени (? — 1412).